# 목포 번화로 일본식가옥-3
목포 번화로 일본식가옥-3은 대한민국 전라남도 목포시에 있는 일제강점기의 건축물이다. 2018년 8월 6일 대한민국의 국가등록문화재 제718-3호로 지정되었다.

## 개요
1920년 목포에서 설립되어 일제강점기 농업 및 임업, 개간 및 정지의 임대차 업무를 취급하였던 후쿠다농업주식회사(福田農業株式會社)의 사택이며 1935년 건축된 지상 2층 일식주택으로 바로 옆 대지의 1층(목포 번화로 일본식가옥-2) 일식주택과 함께 일제강점기 목포 심상소학교와 동양척식주식회사 주변에 형성되었던 일본인 주거지의 흔적을 보여주는 공간 요소이며, 광복 후 한국인이 거주하며 온돌설치, 내부를 변경한 내용도 한국 주거건축사에서 중요한 사료로 활용가치가 있다.

## 참고 자료
- 목포 번화로 일본식가옥-3 - 국가유산청 국가유산포털